# Sherbourne Street

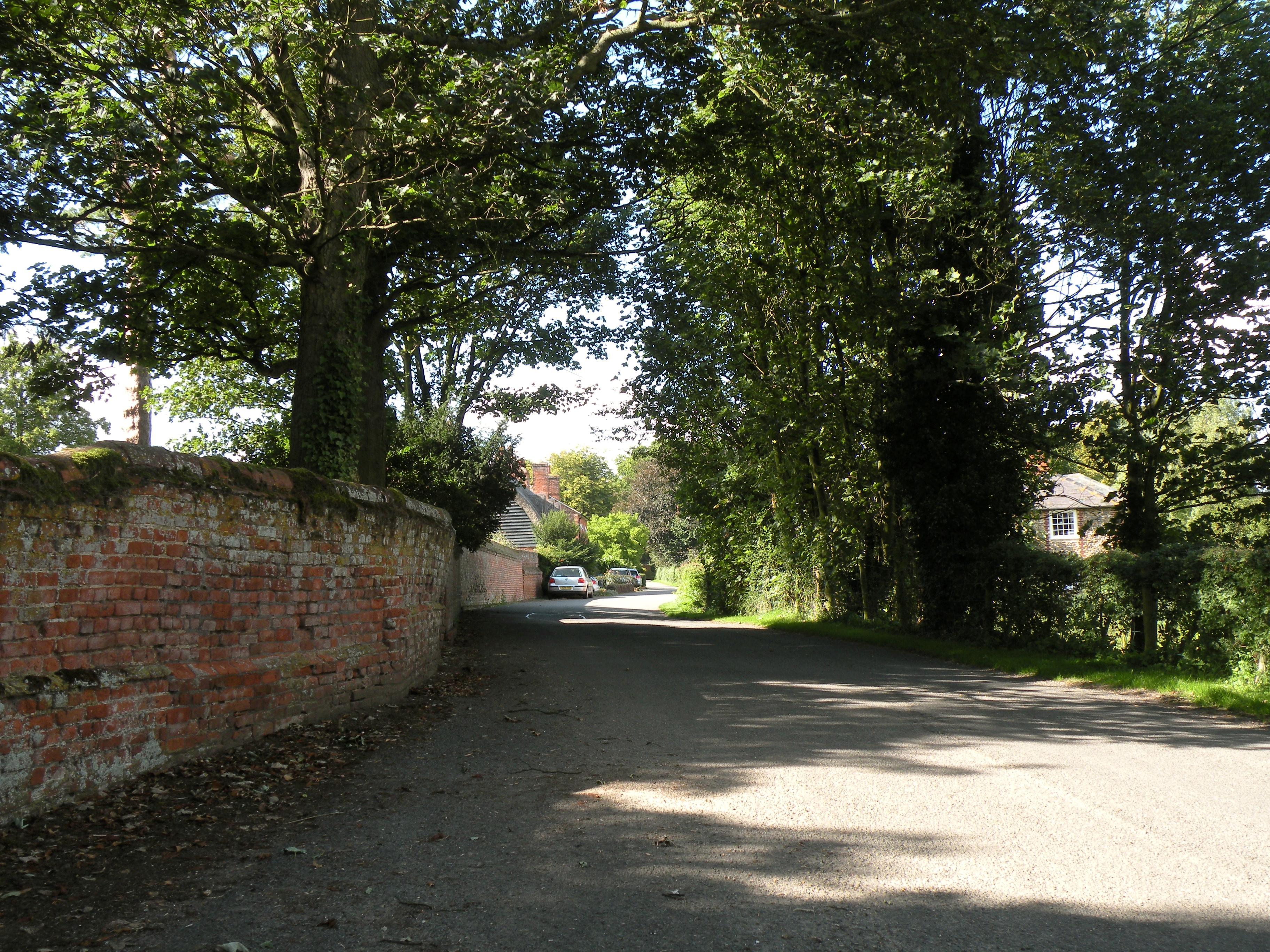
Sherbourne Street

Sherbourne Street ist ein Weiler in der Gemeinde Edwardstone, im District Babergh in der Grafschaft Suffolk, England. Es verfügt über 9 denkmalgeschützte Gebäude, Christmas House, Edwardstone House, Edwardstone Lodge, Garden Wall to Sherbourne House, Juglans, Manora, Sherbourne Cottage, Sherbourne House, und Sideways.